# Wasserturm (Köln-Stammheim)

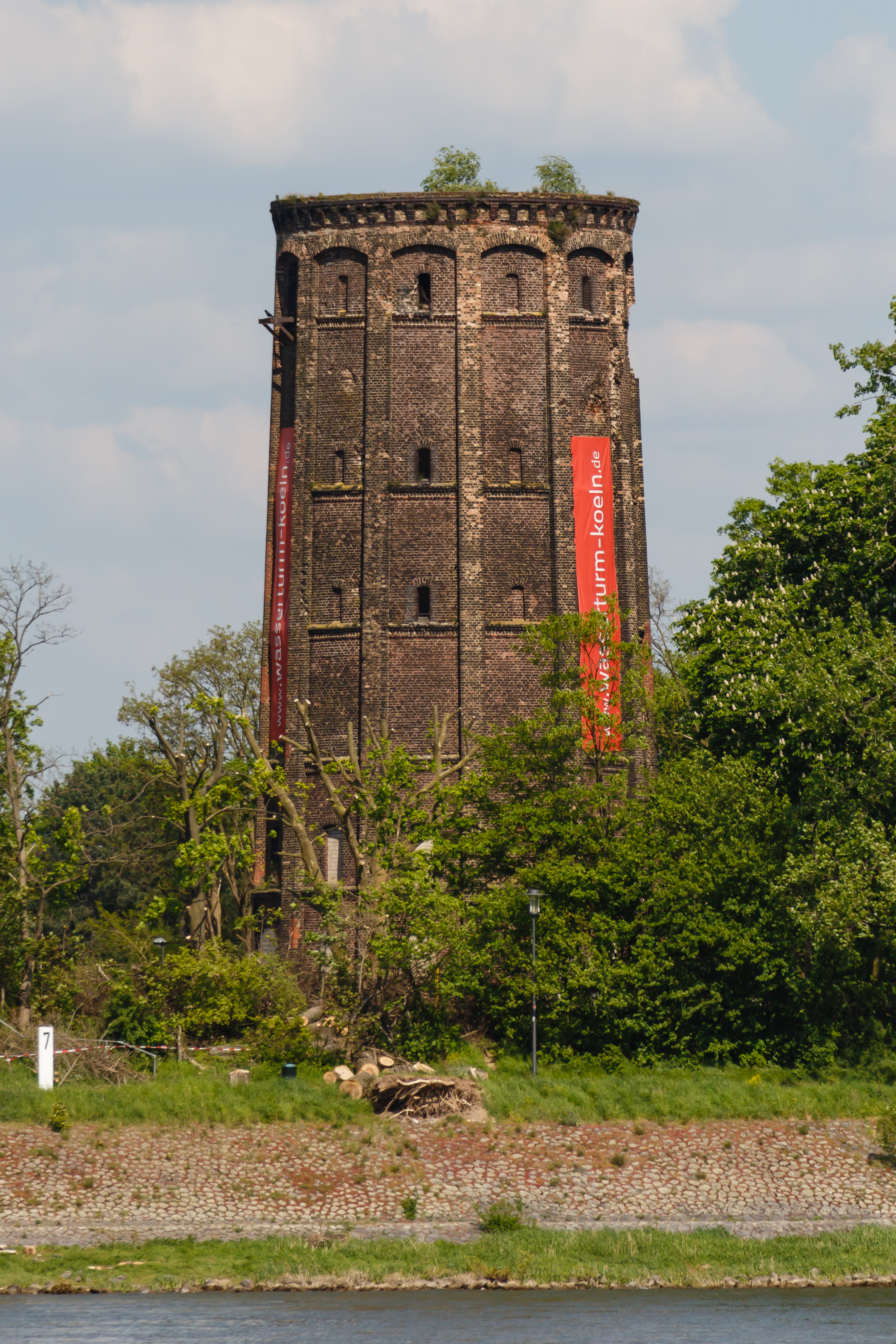
Stammheimer Wasserturm

Der Wasserturm in Köln-Stammheim ist ein denkmalgeschütztes ehemaliges Betriebsbauwerk der Wasserversorgung aus dem 19. Jahrhundert. Er steht am südlichen Ortsrand des Kölner Stadtteils Stammheim.

## Geschichte
Der Stammheimer Wasserturm wurde 1881 erbaut und hatte ursprünglich eine Höhe von 40 m. Von der alten Bausubstanz existiert nur noch der 28 Meter hohe Sockel, auf dem sich früher die Wasserbehälter zur Versorgung der Umgebung befanden. Zwei übereinander liegende Aufbauten, davon eine Kuppel und ein Rundgang, sind nicht mehr erhalten.
In einem benachbarten Nebengebäude förderten einst vier mit Kohle betriebene Dampfmaschinen Grundwasser aus Brunnenschächten. Dieses wurde entweder direkt ins Leitungssystem eingespeist oder ins Innere des Wasserturms befördert, um Köln-Mülheim und seine Bezirke mit Trinkwasser zu versorgen.
Der damalige Eigentümer war die „Rheinische Wasserwerks Gesellschaft“, deren Inschrift über dem verschlossenen Eingang noch erkennbar ist.
2007 kaufte ein Investor den Wasserturm samt Grundstück, um Wohnungen und Häuser zu bauen. Da jedoch nach Ansicht der Genehmigungsbehörde die Pläne nicht in die Umgebung passten und das Thema Denkmalschutz weitere Komplikationen verursachte, wurde die Bauvoranfrage von 2011 abgelehnt. Auch das Vorhaben in den 1990er Jahren, den Turm zu einem Museum umzubauen, wurde aus Kostengründen verworfen.

## Sanierung und Erweiterung
Nach einer vierjährigen Entwicklungszeit startet Ende 2020 das Bauvorhaben Cologne Project I zur Restaurierung und Erweiterung des alten Wasserturms. In genauer Absprache mit dem Denkmalschutz wird er sehr aufwendig saniert und auf seine ursprüngliche Höhe aufgestockt. Als Anbau erhält er ein offenes Treppenhaus mit Aufzug, wobei der Aufzugschacht gleichzeitig als Stütze für die Geschosse dient.
Zusammen mit dem dazugehörigen neuen Quartiersplatz entstehen mehrere Loftwohnungen und eine Umfeldbebauung mit Stadthäusern. Die exklusive Bebauung entspricht nicht dem in Köln verbreiteten „kooperativen Baulandmodell“, das mit einem Anteil von 30 % Sozialwohnungen eine Mischung von Wohnstandards vorsieht. Vorgesehen ist stattdessen „anspruchsvolles Wohnen für alle Generationen in einem sicheren Lebensraum“, wozu das Wohngebiet für die Allgemeinheit abgesperrt sein soll.
Nachdem im November 2021 das Baurecht für das rund 27 Millionen teure Projekt erteilt wurde, ist der Baubeginn für April 2022 vorgesehen.

## Denkmalschutz
Der Stammheimer Wasserturm ist seit dem 1. Juli 1980 als Technisches Denkmal unter Nr. 701 in der Liste der Baudenkmäler im Kölner Stadtteil Stammheim eingetragen.